# Liebfrauenkirche (Mettingen)

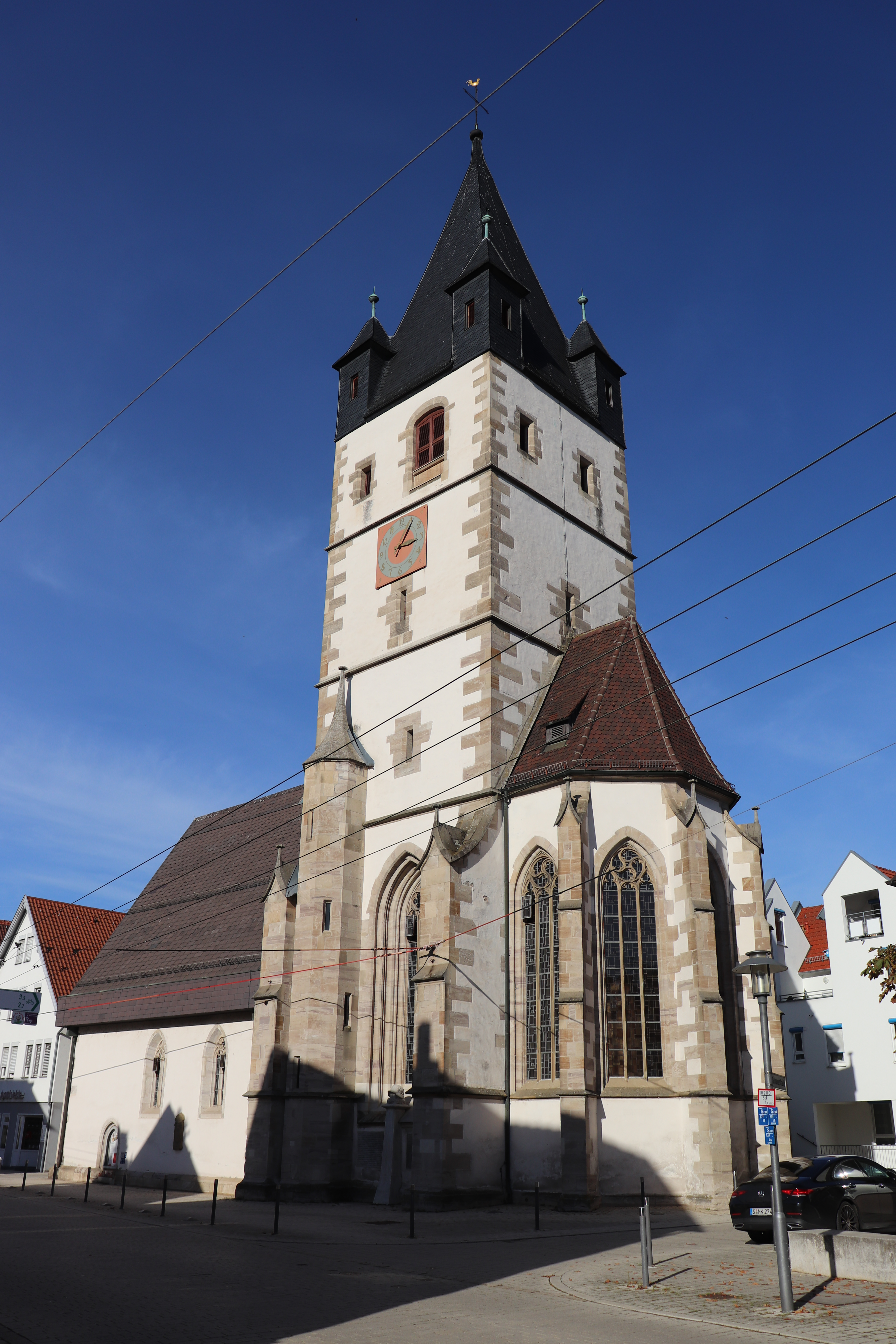
Liebfrauenkirche in Mettingen

Die evangelische Liebfrauenkirche steht in Mettingen, einem Stadtteil von Esslingen am Neckar im Landkreis Esslingen in Baden-Württemberg. Das Bauwerk ist beim Landesamt für Denkmalpflege Baden-Württemberg als Baudenkmal eingetragen. Die Kirchengemeinde gehört zum Kirchenbezirk Esslingen der Evangelischen Landeskirche in Württemberg.

## Beschreibung
Die Saalkirche wurde in der Zeit von 1470 bis 1478 nach einem Entwurf von Hans Böblinger errichtet. Sie besteht aus einem teilweise mittelalterlichen Langhaus, einem eingezogenen Chor mit Fünfachtelschluss im Südosten und einem Kirchturm, der zwischen beiden steht, die beide von Strebepfeilern gestützt werden, zwischen denen sich Maßwerkfenster befinden. Ein Treppenturm steht an der Südwestwand zum Langhaus. Der viergeschossige Kirchturm, in dessen Glockenstuhl drei Kirchenglocken hängen, ist mit einem Pyramidendach bedeckt, das seit dem 17. Jahrhundert an den Ecken von kleinen Türmchen flankiert wird. 
Die Orgel wurde 1976 von Paul Ott gebaut.